# Acroporium hermaphroditum
Acroporium hermaphroditum är en bladmossart som beskrevs av Fleischer 1923. Acroporium hermaphroditum ingår i släktet Acroporium och familjen Sematophyllaceae. Inga underarter finns listade i Catalogue of Life.